# Big Ass
Big Ass é uma das mais famosas bandas da Tailândia. Foi formada em 1997 na cidade de Bangkok. Originalmente uma banda de heavy metal, o som deles transitou para um punk hardcore nos trabalhos mais recentes.
Seu último álbum é The Lion, lançado em 2017.

## Integrantes
- Ekarat Wongcharat - vocal
- Poonsak Jaturaboon - guitarra
- Apichart Promraksa - guitarra
- Pongpan Pollasit - baixo

## Discografia
- Not Bad (1997)
- XL (2000)
- My World (2003)
- Seven (2004)
- Begins (2006)
- The Lion (2017)[1]